# Legend (film 2015)
Legend è un film del 2015 scritto e diretto da Brian Helgeland, con protagonista Tom Hardy nel doppio ruolo dei gemelli Kray, capi di un'organizzazione criminale britannica nell'East End di Londra negli Anni Cinquanta e Sessanta.
La pellicola è l'adattamento cinematografico del libro The Profession of Violence: The Rise and Fall of the Kray Twins, scritto nel 1972 da John Pearson.

## Trama
Londra, anni '60. Reggie Kray è un ex pugile che è diventato un esponente importante della criminalità londinese. Suo fratello gemello Ron è rinchiuso in un ospedale psichiatrico con una diagnosi di schizofrenia paranoica. Reggie usa le minacce per ottenere il rilascio di suo fratello, che viene rapidamente dimesso dall'ospedale. I due fratelli uniscono i loro sforzi per controllare la criminalità della città: uno dei loro primi sforzi è quello di rafforzare il controllo di una discoteca locale, usando l'estorsione e la violenza.
Reggie inizia una relazione con Frances, sorella del suo autista, e alla fine i due si sposano; tuttavia lui viene imprigionato per una precedente condanna penale che non può eludere. Mentre Reggie è in prigione, l'instabilità mentale di Ron e il suo temperamento violento portano a gravi battute d'arresto finanziarie nel night club. Il club è quasi costretto a chiudere dopo che Ron ha spaventato la maggior parte dei clienti. La prima notte dopo il rilascio di Reggie dal carcere, i fratelli hanno un diverbio che sfocia in una violenta scazzottata.
I fratelli vengono avvicinati da Angelo Bruno della famiglia criminale di Filadelfia che, per conto di Meyer Lansky e della mafia americana, offre un accordo criminale. Bruno accetta di spartire a metà con Reggie i profitti del gioco d'azzardo clandestino di Londra in cambio della protezione locale dei fratelli. Inizialmente, questo sistema è altamente redditizio per i fratelli Kray. L'instabilità mentale di Ron gli fa uccidere pubblicamente George Cornell, un membro della cosiddetta banda di tortura, rivali dei Kray. Di conseguenza, Scotland Yard avvia un'indagine approfondita sui fratelli Kray.
Il matrimonio tra Reggie e Frances va in crisi a causa delle attività criminali e dell'incapacità di Reggie di uscirne. Frances sviluppa una dipendenza da farmaci. Un giorno Reggie, in preda alla rabbia, picchia e stupra Frances: lei decide quindi di lasciarlo. Reggie le chiede di ricominciare. Frances sembra accettare, e i due programmano una vacanza a Ibiza ma invece lei si suicida con una dose eccessiva di farmaci. Le attività criminali dei fratelli continuano e Ron paga il piccolo criminale Jack McVitie per uccidere Leslie Payne, partner di Reggie, che controlla la parte legale delle operazioni dei Krays. L'uomo però riesce soltanto a ferire Payne, che poi consegna i fratelli al sovrintendente investigativo Leonard "Nipper" Read, capo delle indagini. Reggie lo scopre e accoltella brutalmente McVitie durante una festa ospitata da Ron. La testimonianza resa da Payne porta all'arresto di Ron, accusato dell'omicidio di Cornell. Nella scena finale, una squadra della polizia irrompe nell'appartamento di Reggie per arrestarlo per l'omicidio di McVitie.
Nei titoli di coda del film si spiega che entrambi i fratelli furono condannati per omicidio. Morirono a cinque anni di distanza l'uno dall'altro: Ron per un attacco di cuore nel 1995 e Reggie per cancro nel 2000.

## Produzione
Il 18 aprile 2014 Brian Helgeland viene confermato per la regia e la sceneggiatura del film, con Tom Hardy protagonista.
Nel maggio 2014, il regista Brian Helgeland incontra al Festival di Cannes i produttori Tim Bevan e Chris Clark, si accordano sul progetto e vedono le prime fotografie di prova di Tom Hardy nella parte dei gemelli Kray.

### Cast
- Tom Hardy interpreta il doppio ruolo dei Gemelli Kray[4], criminali della Londra anni '50 e '60[5]
- Emily Browning è Frances Shea, moglie di Reginald Kray[6]. Lo conosce all'età di 16 anni e lo sposa a 22[7]
- Taron Egerton è Edward 'Mad Teddy' Smith[8], psicopatico ed omosessuale amico di Ronald Kray[9]
- Christopher Eccleston è Leonard 'Nipper' Read[10], il detective incaricato di fermare i gemelli Kray[11]
- Paul Anderson è Albert Donoghue, il tuttofare dei gemelli Kray[12]
- David Thewlis è Leslie Payne[10], manager finanziario dei gemelli Kray, si considerava un uomo di cultura ed era disgustato dalla violenza dei Kray[13]
- Colin Morgan è Frankie Shea[14], fratello di Frances ed autista dei gemelli Kray[15]
- Aneurin Barnard è David Bailey[16]
- Chazz Palminteri è Angelo Bruno[10], affiliato della mafia italoamericana famiglia di Filadelfia ed amico e collaboratore dei gemelli Kray
- Paul Bettany è Charlie Richardson, leader della Richardson Gang. Il ruolo non è accreditato.

### Riprese
Le riprese vengono effettuate a Londra, tra cui la zona Limehouse e la stazione di London Waterloo.
Durante le riprese di una scena di lotta, l'attore Tom Hardy si è infortunato gravemente alla caviglia.

## Distribuzione
Il primo trailer del film viene diffuso il 30 aprile 2015.
La pellicola è stata distribuita nelle sale cinematografiche britanniche a partire dal 9 settembre 2015. Il film è stato presentato nella decima edizione della Festa del Cinema di Roma, mentre nelle sale italiane è arrivato a partire dal 3 marzo 2016.

## Accoglienza

### Critica
Il film è stato accolto tiepidamente dalla critica. Sul sito Rotten Tomatoes ottiene il 61% delle recensioni professionali positive con un voto medio di 5,9 su 10, basato su 173 critiche.

### Incassi
Il film ha incassato a livello mondiale 42972994 $, di cui 1872994 $ negli Stati Uniti.

## Riconoscimenti
- 2015 - British Independent Film Awards[23]
  - Miglior attore a Tom Hardy
- 2016 - Satellite Awards[24]
  - Candidatura per il miglior attore a Tom Hardy
- 2015 - Boston Society of Film Critics[25]
  - Candidatura per il Miglior attore a Tom Hardy
- 2015 - Toronto Film Critics Association Awards[23]
  - Miglior attore a Tom Hardy